# Фибриноидна некроза
Фибриноидна некроза је врста некрозе повезана са васкуларним оштећењем (узрокованим углавном аутоимуношћу, таложењем имунокомплекса, инфекцијама) и ексудацијом протеина плазме (као што је фибрин).
Фибриноидна некроза је понекад погрешан назив јер је елемент некрозе неприметан или одсутан. Ипак, хистолошки изглед је карактеристичан и његова блиска сличност са некротичним ткивом одржава назив ове лезије.

## Дефиниција и врсте некрозе
Некроза је реч грчког порекла nekrōsis што значи „смрт“, а касније је прешла на савременији латински назив necrosis. Некроза се може описати као патолошки процес ћелијске смрти који је могао бити резултат инфекција, хипоксије, трауме или токсина. 
За разлику од апоптозе, некроза је неконтролисана и праћена је ослобађањем многих хемикалија из умируће ћелије које изазивају оштећење околних ћелија. Упала се често покреће због некрозе.
Постоји много врста морфолошких образаца који се могу појавити у некрози, а то су:
- коагулациона некроза,
- коликвациона некроза,
- казеозна некроза,
- гангренозна некроза која може бити: сува или влажна, масна и фибриноидна.

## Етиопатогенеза
У контексту малигне хипертензије, артериоле су под таквим притиском да долази до некрозе зида глатких мишића . Ово омогућава продирање плазме у медијум са последичним таложењем фибрина.
Фибриноидна некроза се обично јавља због преосетљивости типа 3, у којој се имуни комплекс формира између антигена (Аг) и антитела (Аб). Аг-Аб комплекс може да се депонује у васкуларним зидовима изазивајући упалу, активирање комплемента и регрутовање фагоцитних ћелија које би могле да ослобађају оксиданте и друге ензиме изазивајући даље оштећење и упалу. Фибрин, неглобуларни протеин укључен у згрушавање крви, цури из крвних судова. и ствара аморфан изглед који је јарко ружичаст у Х&Е мрљи. Патолози ову појаву називају  фрибиноидом што значи налик фибрину.

## Болести
Фибриноидна некроза није ограничена на имунски посредоване васкулитисе; многи патолошки процеси могу довести до подручја фибриноидне некрозе. 
Код системског еритематозног лупуса, дермис је често захваћен акумулацијом течности и упалом око малих крвних судова у кожи, што може показати изражену фибриноидну некрозу. 
Фибриноидна некроза се може јавити код реуматоидних чворова са сличном патологијом. 
Такође се фибриноидна некроза може види код серумске болести (реакција преосетљивости типа 3).
Фибриноидна некроза хорикапилара
Малигна хипертензија изазива фибриноидну некрозу хориокапилара са одговарајућом атрофијом мрежњаче ока и некрозом пигментног епитела мрежњаче (РПЕ). На фундускопском прегледу, подручја пигментног епитела мрежњаче коју прекривају оклудирани хориокапилари изгледа као лезија жуте мрље. Временом, пигментни епител мрежњаче постаје хиперпигментиран са околним ореолом хипопигментације.. Ове промене су најизраженије на средњој периферији и око оптичког нерва. Код хроничне хипертензије, пигментни епител мрежњаче који прекрива крвне судове хороидеје подлеже хипертрофији и хиперпигментацији , што доводи до линеарних конфигурација познатих као Сиегристове пруге. Дренажа из оштећених крвних судове хороидеје акумулира се испод неуросензорног дела мрежњаче и крвних судовеа хороидеје, производећи локализоване булозне и серозне аблације.
Фибриноидна некроза у исхемијском можданом удару
Хронична хипертензија узрокује фибриноидну некрозу у пенетрантним и субкортикалним артеријама, доводећи до слабљење артеријских зидова и формирање малих анеуризматичких избочина, микроанеуризми, које предиспонирају пацијента на исхемијским можданим ударом. Крварење обично настаје из дубоких пенетрирајућих артерија Вилисовог круга. Акутно повећање крвног притиска и протока крви такође може изазвати исхемијски мождани удар чак и у одсуству већ постојеће тешке хипертензије.